# Азгур Заїр Ісакович
Заї́р Іса́кович Азгу́р (біл. Заір Азгур; 15 січня 1908 — 18 лютого 1995) — білоруський радянський скульптор, народний художник БРСР. З 1958 дійсний член Академії мистецтв СРСР.
Член КПРС з 1943.
Навчався в Києві, в художньому інституті.
З 1929 працює в Мінську. А. створив численні портрети діячів революц. руху (Свердлова, Орджонікідзе, Калініна, Дзержинського), білорус. письменників (Янки Купали, К. Крапиви та ін.), Героїв Радянського Союзу (в Україні — бюст О. Молодчого), Героїв Соціалістичної Праці, а також видатних борців за мир. Сталінська премія, 1946, 1948.